# アンソン・バーリンゲーム
アンソン・バーリンゲーム（Anson Burlingame, 1820年11月14日 - 1870年2月23日）はアメリカ合衆国の政治家・外交官。駐清公使を務め、後に清朝の使節団の代表となった。中国名は蒲安臣。

## 生涯

### 共和党の政治家として
ニューヨーク州ニューベルリンで生まれる。1823年に一家はオハイオ州に移り、10年後にミシガン州に移住した。1838年から1841年までミシガン大学で学ぶ。1846年にハーバード大学のロースクールを卒業し、ボストンで弁護士を開業した。
1848年より自由土地党（United States Free Soil Party、1848年—1852年）に参加し、講演活動で名声を得た。1853年、マサチューセッツ州の州議会議員となった。当時、アメリカ全土で奴隷制の是非に対する論議が巻き起こっていたが、バーリンゲームは奴隷廃止論者であった。1854年、奴隷制に反対する政治家たちが共和党を結成すると、バーリンゲームも参加し、マサチューセッツでの組織化に尽力した。1855年より国政に進出し、1861年まで下院議員を務めた。

### 駐清公使

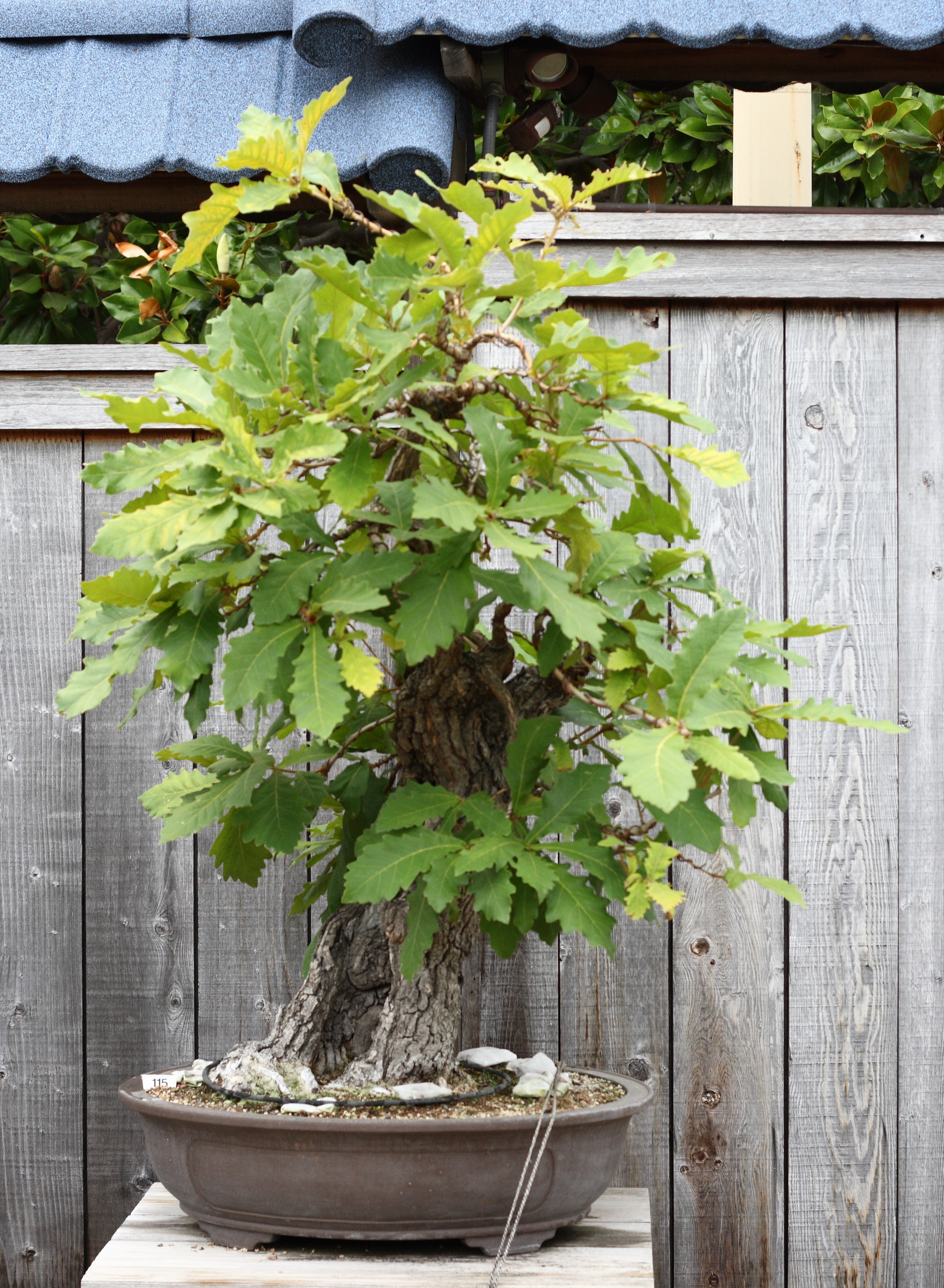
清への赴任途上、日本でバーリンゲームに贈られたと伝わる盆栽

1861年にエイブラハム・リンカーンが大統領に就任すると、バーリンゲームは駐清公使に任命された。バーリンゲームは国務長官ウィリアム・スワードに対清「協力政策」を提出し、1862年7月20日に北京に到着して以降、「武力外交」に代わって「公正な」外交を展開した。このバーリンゲームの態度は、清朝のアメリカに対する好感を引き出し、さらに清朝から個人的な信任を得た。

### バーリンゲーム使節団
1867年11月27日、バーリンゲームの駐清公使の任期が満了となり、帰国することになった。バーリンゲームは総理各国事務衙門主催の離任の宴席で「もし各国と問題が発生した時は、尽力しよう」と述べた。当時、清朝は外国使節団の派遣を検討していたが、外交に明るい人物が見当たらず苦慮していた。そこで恭親王奕訢はバーリンゲームを使節団の全権代表（弁理中外交渉事務大臣）とするように上奏した。こうしてバーリンゲームは清朝の代表として、アメリカ・イギリス・フランス・プロイセン・ロシアなどを訪問することとなった。
1868年2月25日、使節団30名は上海から「コスタリカ号」に乗船し、アメリカに向かった。使節団には海関道志剛・礼部郎中孫家谷の両名の官僚も含まれていた。

#### アメリカ合衆国
1868年4月に一行はサンフランシスコに到着した。6月2日にワシントンに到着し、翌日に国務長官スワードと会見し、6月6日には大統領アンドリュー・ジョンソンに国書を手渡した。7月28日、バーリンゲームとスワードとの間で近代中国史上最初の対等な条約である『中米追加条約』（俗に『バーリンゲーム条約』といわれる）を調印した。条約は清を対等な国家として認め、清の領土の割譲に反対することを規定していた。さらに「清とアメリカは、両国民の往来・留学・貿易・居住に関して、これを妨げず、相互の利益を図る」と規定した。アメリカは清の内政に不干渉を表明するとともに、大陸横断鉄道の建設のための中国人労働者を得ることができた。

#### イギリス
9月19日、使節団はイギリスのロンドンに到着し、10月20日にウィンザー宮殿でヴィクトリア女王に謁見した。このとき、イギリスではウィリアム・グラッドストン内閣が成立し、クラレンドン伯爵が外務大臣に就任した。12月26日にクラレンドンはバーリンゲームらと会見し、28日に照会を発表した。イギリス政府は清朝と「和をもってことをなす」としながらも、条約の履行を強く迫った。1869年1月1日、バーリンゲームは照会に同意した。

#### フランス
1869年1月2日、一行はパリに到着し、1月21日に皇帝ナポレオン3世に謁見した。しかしフランスの強硬な態度のために交渉は遅々として進まず、使節団は半年間滞在したが、結局アメリカやイギリスでのような成果を上げることができず、失意のうちにフランスを後にした。

#### プロイセン
1869年9月21日にスウェーデンを訪れ、10月7日にストックホルムを離れた。10月31日にデンマークを離れ、11月18日にオランダを出発した。1870年1月にベルリンを訪問し、交渉の結果、オットー・フォン・ビスマルク首相はイギリスと同様の清に有利な声明を発表した。

#### ロシア
1870年2月1日、使節団はロシアに入り、2月16日にサンクトペテルブルクで皇帝アレクサンドル2世に謁見した。皇帝との会談では清とロシアとの国境紛争の回避など実務的な内容が話し合われた。その翌日、バーリンゲームは肺炎で倒れ、病状は日々悪化していった。

### 死去
1870年2月23日、バーリンゲームは肺炎の悪化のためサンクトペテルブルクで死去した。50歳。清朝は駐清公使時の「協力政策」と、使節団全権代表として主権と領土を保持した功績により、一品官銜と銀1万両を授けた。
現在、カリフォルニア州とカンザス州にバーリンゲームの名を冠した都市がある。